# Kossuth County
Das Kossuth County ist ein County im US-Bundesstaat Iowa. Bei der Volkszählung im Jahr 2020 hatte das County 14.828 Einwohner und eine Bevölkerungsdichte von 5,9 Einwohnern pro Quadratkilometer. Der Verwaltungssitz (County Seat) ist Algona.

## Geographie
Das County liegt im äußersten Norden von Iowa, grenzt an Minnesota und hat eine Fläche von 2.524 Quadratkilometern, darunter vier Quadratkilometer Wasserflächen. Damit ist es das flächenmäßig größte County im Bundesstaat. Es grenzt an folgende Nachbarcountys:
| Martin County (Minnesota)     |                 | Faribault County (Minnesota)    |
| Emmet County Palo Alto County |                 | Winnebago County Hancock County |
| Pocahontas County             | Humboldt County | Wright County                   |

## Geschichte

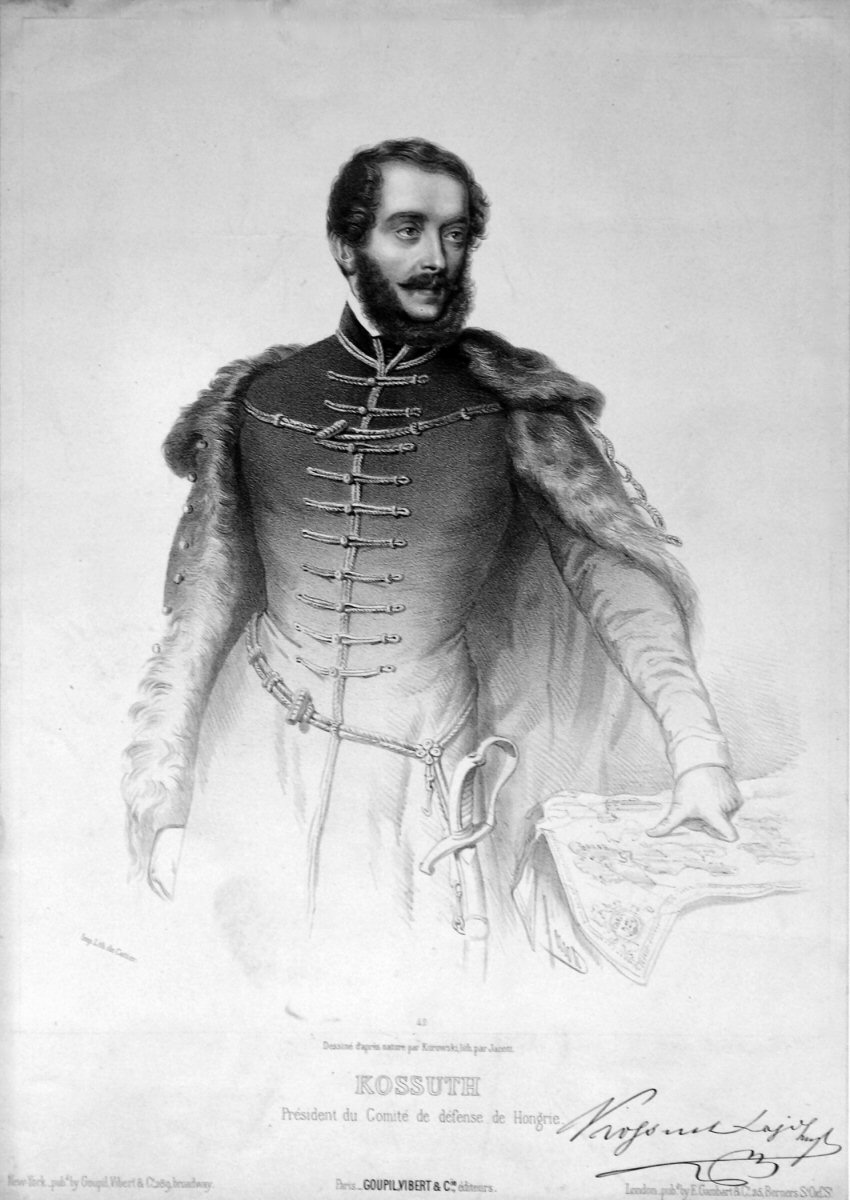
Lajos Kossuth

Das Kossuth County wurde am 15. Januar 1851 aus ehemaligen Teilen des Webster County gebildet. Benannt wurde es nach Lajos Kossuth, einem ungarischen Patrioten, der nach dem Freiheitskampf von Ungarn gegen Österreich nach Amerika ins Exil ging.
Als im Jahr 1855 das Bancroft County aufgelöst wurde, vergrößerte sich das Kossuth County beträchtlich und grenzt seitdem im Norden an Minnesota.

5 Bauwerke des Countys sind im National Register of Historic Places eingetragen.

## Demografische Daten
Nach der Volkszählung im Jahr 2010 lebten im Kossuth County 15.543 Menschen in 6.775 Haushalten. Die Bevölkerungsdichte betrug 6,2 Einwohner pro Quadratkilometer.
Ethnisch betrachtet setzte sich die Bevölkerung zusammen aus 97,9 Prozent Weißen, 0,3 Prozent Afroamerikanern, 0,1 Prozent amerikanischen Ureinwohnern, 0,4 Prozent Asiaten sowie aus anderen ethnischen Gruppen; 0,8 Prozent stammten von zwei oder mehr Ethnien ab. Unabhängig von der ethnischen Zugehörigkeit waren 1,4 Prozent der Bevölkerung spanischer oder lateinamerikanischer Abstammung.
In den 6.775 Haushalten lebten statistisch je 2,21 Personen.
22,9 Prozent der Bevölkerung waren unter 18 Jahre alt, 55,2 Prozent waren zwischen 18 und 64 und 21,9 Prozent waren 65 Jahre oder älter. 50,4 Prozent der Bevölkerung war weiblich.

Das jährliche Durchschnittseinkommen eines Haushalts lag bei 47.812 USD. Das Prokopfeinkommen betrug 26.338 USD. 10,1 Prozent der Einwohner lebten unterhalb der Armutsgrenze.

## Orte im Kossuth County
Citys
| - Algona - Bancroft - Burt - Fenton - Lakota | - Ledyard - Lone Rock - Lu Verne1 - Swea City - Titonka | - Wesley - West Bend2 - Whittemore |

Unincorporated Communitys
| - Galbraith - German Valley - Hanna - Hobarton | - Irvington - Lotts Creek - Saint Benedict - Seneca |

1 – teilweise im Humboldt County

2 – teilweise im Palo Alto County

## Gliederung
Das Kossuth County ist in 28 Townships eingeteilt:
| - Buffalo Township - Burt Township - Cresco Township - Eagle Township - Fenton Township - Garfield Township - German Township | - Grant Township - Greenwood Township - Harrison Township - Hebron Township - Irvington Township - Ledyard Township - Lincoln Township | - Lotts Creek Township - Lu Verne Township - Plum Creek Township - Portland Township - Prairie Township - Ramsey Township - Riverdale Township | - Seneca Township - Sherman Township - Springfield Township - Swea Township - Union Township - Wesley Township - Whittemore Township |

Die Stadt Algona gehört keiner Township an.